# Bundesamt für Lebensmittelsicherheit und Veterinärwesen

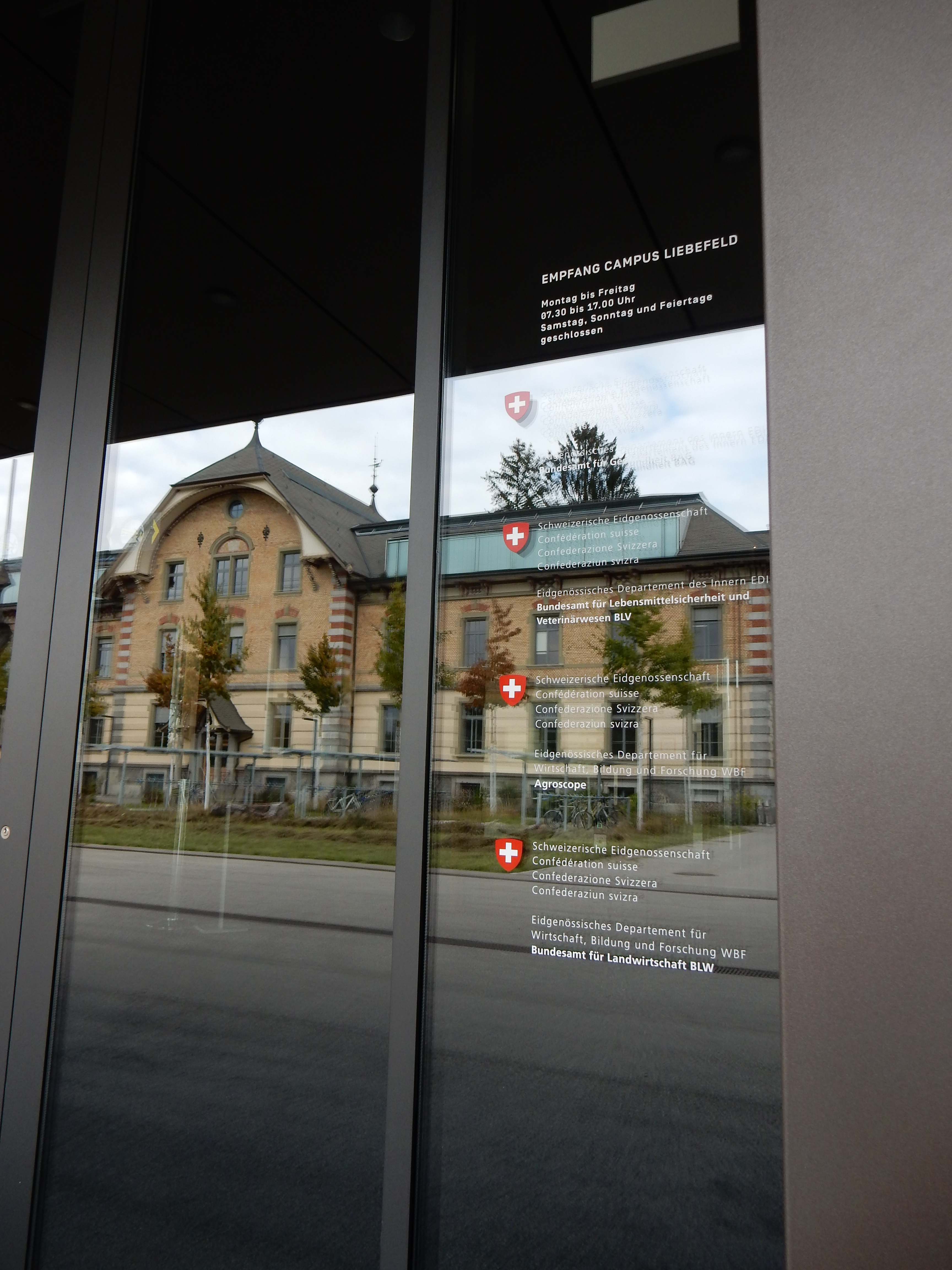
Das BLV befindet sich im "Campus Liebefeld"

Das Bundesamt für Lebensmittelsicherheit und Veterinärwesen (BLV) (französisch Office fédéral de la sécurité alimentaire et des affaires vétérinaires (OSAV), italienisch Ufficio federale della sicurezza alimentare e di veterinaria (USAV), rätoromanisch Uffizi federal da segirezza alimentara e fatgs veterinars (USAV)) ist eine Bundesbehörde der Schweizerischen Eidgenossenschaft. Es ist das Kompetenzzentrum der Schweiz für die Bereiche Lebensmittelsicherheit, Ernährung, Tiergesundheit, Tierschutz und Artenschutz im internationalen Handel. Das BLV gehört zum Eidgenössischen Departement des Innern EDI.

## Geschichte

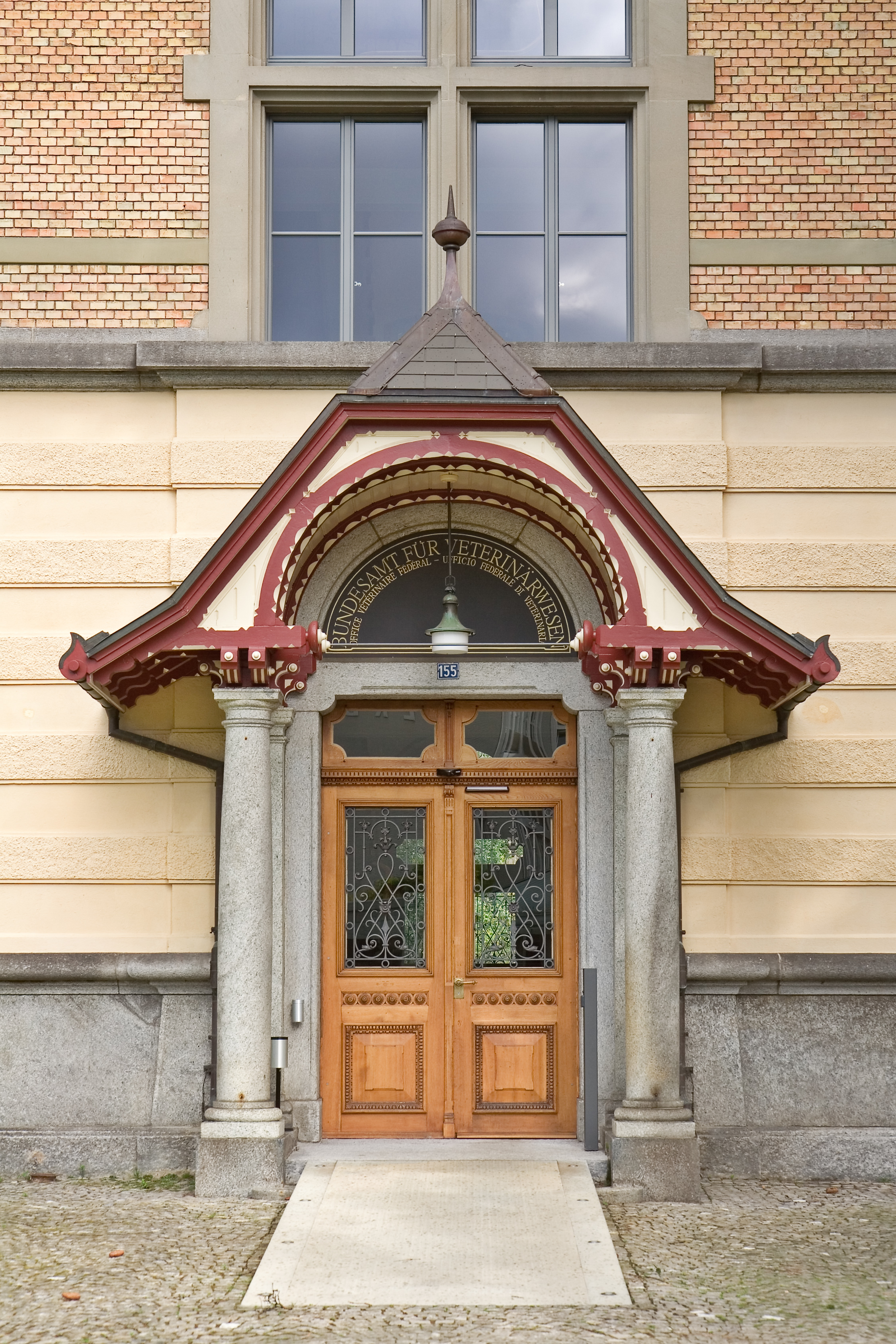
Eingang des damaligen BVET (2007)

Im Jahre 1872 rief der Bundesrat eine Abteilung Viehseuchenpolizei ins Leben. Leiter war der eidgenössische Viehseuchenkommissär Hans Rudolf Zangger, der gleichzeitig als Oberpferdearzt der Armee amtete.
1886 wurde der Abteilung Viehseuchenpolizei der Vollzug der Tierseuchenpolizei an der Landesgrenze übertragen. Zur Erfüllung dieser Aufgabe schuf der Bundesrat einen grenztierärztlichen Dienst. Die 1909 vom Bundesrat erlassene Verordnung betreffend die Untersuchung der Einfuhrsendungen von Fleisch und Fleischwaren hielt fest, dass der Grenztierarzt Tiere, Fleisch und Fleischwaren nicht nur unter dem Aspekt des Gesundheitsschutzes, sondern auch unter demjenigen des Täuschungsschutzes prüfen muss.
Am 14. November 1914 wandelte der Bundesrat die Abteilung Viehseuchenpolizei in ein vollwertiges Bundesamt um. Das neue Amt, das damals Schweizerisches Veterinäramt hiess, wurde mit acht Stellen besetzt. Zwischen 1979 und 2013 trug das Amt den Namen Bundesamt für Veterinärwesen.
Als das Schweizerische Veterinäramt 1914 gegründet wurde, waren Rinderpest und Lungenseuche der Rinder bereits eingedämmt worden, der Rotz und die Tollwut bei Haustieren gingen erheblich zurück. Grössere Probleme zeigten sich aber bei der Maul- und Klauenseuche, die durch den zunehmenden internationalen und inländischen Verkehr mit Tieren und Tierprodukten an Gefährlichkeit gewann. Ein 1917 erlassenes neues Tierseuchengesetz stellte denn auch vorab das Instrumentarium zur Bekämpfung der Maul- und Klauenseuche bereit. Doch erst die obligatorische Schutzimpfung des gesamten Rinderbestandes ab 1966 brachte aber den Sieg über diese gefürchtete Geissel der Landwirtschaft. Auch die Bekämpfung der Rindertuberkulose wurde in Angriff genommen. Am 29. März 1950 wurde dazu ein eigenes Gesetz erlassen: Das Bundesgesetz zur Bekämpfung der Rindertuberkulose. Ende 1959 wurde die Erreichung der Tuberkulosefreiheit des schweizerischen Rinderbestandes gemeldet. Das Gewicht dieses Ereignisses lässt sich daran messen, dass das damalige Eidgenössische Veterinäramt dazu eine eigene Festschrift publizierte.
Vor grosse Herausforderungen stellte die Schweizer Veterinärbehörden die im Herbst 1977 unvermutet ausbrechende Infektiöse Bovine Rhinotracheitis. Die Bekämpfung dieser Seuche, die von den Landwirten wegen des Kürzels IBR/IPV nur Buchstabenseuche genannt wurde, nahm zehn Jahre in Anspruch. Die Seuche konnte in der Schweiz ausgerottet werden – mit grossem Einsatz auf allen Stufen der Veterinärbehörden und der Landwirtschaft. Die Kosten betrugen annähernd 135 Millionen Franken.
In den 1990er-Jahren stand die Bekämpfung zweier Seuchen im Vordergrund: Einerseits der Klassischen Schweinepest, die 1993 im Kanton Bern ausgebrochen war, andererseits der Bovinen spongiformen Enzephalopathie (BSE). Die Klassische Schweinepest konnte bei den Hausschweinen rasch ausgerottet werden und ist seither nur noch gelegentlich bei Wildschweinen (1999 im Tessin) aufgetreten. Die Bekämpfung der BSE (erster Fall in der Schweiz 1990) zog sich dagegen bis über die Jahrtausendwende hin. Erst 2006 wurden die letzten fünf Fälle registriert (gemäss Informationen auf der Website des Bundesamts für Veterinärwesen).
2012 wurde das Bundesamt für Veterinärwesen (BVET) vom Eidgenössischen Volkswirtschaftsdepartement (EVD) ins Eidgenössische Departement des Innern (EDI) transferiert, um im Bereich der Lebensmittelsicherheit Schnittstellen zwischen den Departementen zu streichen. Mit der Vereinigung des Bundesamtes für Veterinärwesen (BVET) und der Abteilung Lebensmittelsicherheit des Bundesamts für Gesundheit (BAG) zum Bundesamt für Lebensmittelsicherheit und Veterinärwesen (BLV) per Anfang 2014 wurden weitere Schnittstellen entlang der Lebensmittelkette eliminiert und Synergien können genutzt werden.

## Ziele
Zu den Hauptaufgaben des BLV gehören Tiergesundheit, Tierwohl, sichere Lebensmittel, Gebrauchsgegenstände und Kosmetika sowie eine gesunde Ernährung. Dazu kommt das Schaffen guter Rahmenbedingungen für den Export von Nahrungsmitteln tierischer Herkunft. Zudem überwacht das BLV den grenzüberschreitenden Verkehr und Handel mit Tieren und Pflanzen (gemäss dem CITES-Abkommen) sowie mit tierischen Erzeugnissen und Lebensmitteln.

## Stellung und Zusammenarbeit
Aufgaben im Bereich der Gesundheit von Tier und Mensch berühren naturgemäss auch den Kompetenzbereich anderer Bundesämter. Eng ist die Zusammenarbeit mit dem Bundesamt für Landwirtschaft (BLW, insbesondere auch im Bereich Agroscope Liebefeld/Posieux) und dem Bundesamt für Umwelt (BAFU). Mit dem Institut für Virologie und Immunologie (IVI) unterhält das BLV eine eigene Forschungseinrichtung.
Die Basis zum Vollzug und zur Umsetzung des Lebensmittelrechts bilden das Lebensmittelgesetz, die Lebensmittel- und Gebrauchsgegenständeverordnung sowie weitere Verordnungen, die sich darauf abstützen. Die Kantone sind für den Vollzug zuständig und sorgen innerhalb ihrer Zuständigkeit für die Lebensmittelkontrolle.
Der Vollzug des Tierseuchen-, Tierschutz- und Lebensmittelrechts im Inland ist in der Schweiz Sache der Kantone. Zu diesem Zweck besteht in jedem Kanton ein kantonaler Veterinärdienst, der in enger Zusammenarbeit mit den anderen kantonalen Behörden und dem BLV vorbeugende Massnahmen trifft, Bekämpfungsaktionen anordnet und Kontrollen durchführt. Der Vollzug bei der Einfuhr von Fleisch, Fleischerzeugnissen, lebenden – und insbesondere geschützten – Tieren ist dagegen Sache des Bundes. Aufgrund der bilateralen Abkommen mit der Europäischen Union ist der grenztierärztliche Dienst heute vor allem an den beiden Flughäfen Zürich und Genf aktiv.
Auf internationaler Ebene arbeitet das BLV intensiv in verschiedenen Organisationen mit. Im Europarat werden vor allem Anliegen des Tierschutzes behandelt. Die Mitarbeit in der Weltorganisation für Tiergesundheit (Office International des EPizooties, OIE), das im internationalen Handel die Standards für Tiere und tierische Erzeugnisse im Rahmen der Welthandelsorganisation (WTO) setzt, dient der Harmonisierung der Seuchenbekämpfung auf internationaler Ebene.
Als schweizerische Vollzugsbehörde spielt das BLV im Rahmen des Washingtoner Artenschutzübereinkommens (CITES) eine wichtige Rolle. Dieses Übereinkommen regelt den internationalen Handel mit gefährdeten Arten frei lebender Tiere und Pflanzen. Das BLV trägt hier mit seiner Kontrollfunktion dazu bei, dass in der Natur bereits stark gefährdete Wildtiere und Pflanzen nicht durch den Handel noch mehr dezimiert werden. Ähnliche Anliegen vertritt das BLV auch in der Internationalen Walfangkommission (IWC). Weiter von grosser Bedeutung ist auch die Mitarbeit in der Ernährungs- und Landwirtschaftsorganisation (FAO) sowie in der Weltgesundheitsorganisation (WHO).
Seit die Schweiz mit der Europäischen Union im Rahmen der bilateralen Verträge auch ein Abkommen über den Handel mit landwirtschaftlichen Erzeugnissen geschlossen hat, ist naturgemäss auch die Zusammenarbeit mit den Veterinärbehörden der Europäischen Union intensiv.

### Zulassungsstelle für Pflanzenschutzmittel
Per 1. Januar 2022 wurde die Zulassungsstelle für Pflanzenschutzmittel übernommen, welche bisher dem Bundesamt für Landwirtschaft zugeordnet war. Das Bundesamt für Umwelt wird die Hauptverantwortung bei der Beurteilung der Risiken von Pflanzenschutzmitteln für die Umwelt übernehmen. Nach dem Nationalrat stimmte im Februar 2024 auch der Ständerat einer Motion zu, welche fordert, dass die Zulassungsentscheide der Europäischen Union zu Pflanzenschutzmitteln direkt übernommen werden.

## Gesetzliches Handeln
In der Organisationsverordnung für das Eidgenössische Departement des Innern wird der Auftrag des BLV wie folgt festgelegt:
1. Das BLV ist das Kompetenzzentrum des Bundes für die Bereiche Tiergesundheit, Tierschutz und Artenschutz im internationalen Handel.
2. Das BLV verfolgt, gestützt auf die wissenschaftlichen Grundlagen, insbesondere folgende Ziele:
  1. Es sorgt dafür, dass beim Gewinnen von Lebensmitteln, beim Herstellen von Gebrauchsgegenständen sowie bei der Ein- und Ausfuhr dieser Produkte die Qualität gesichert und die Konsumenten geschützt werden.
  2. Es sorgt dafür, dass die Konsumenten in seinem Tätigkeitsbereich vor Täuschung geschützt werden.
  3. Es sorgt dafür, dass die Öffentlichkeit informiert wird über ernährungswissenschaftliche Erkenntnisse von allgemeinem Interesse, die namentlich für die Gesundheitsvorsorge und den Gesundheitsschutz von Bedeutung sind.
  4. Es stellt sicher, dass die Tiere frei sind von Tierseuchen, die auf andere Tiere und auf den Menschen übertragbar sind.
  5. Es sorgt für den Schutz der Tiere vor Schmerzen, Leiden oder Schäden und für die nachhaltige Nutzung frei lebender Tiere.
  6. Es unterstützt die Öffnung der Märkte für Lebensmittel, Gebrauchsgegenstände, Tiere und tierische Produkte.
3. Das BLV ist vorbereitend und mitwirkend tätig bei der Erarbeitung der Erlasse im Bereich der Lebensmittelsicherheit, der Ernährung, der Tiergesundheit, des Tierschutzes sowie des Artenschutzes im internationalen Handel. Es beaufsichtigt und koordiniert ihren Vollzug.
4. Dem BLV ist als Forschungsanstalt das Institut für Virologie und Immunologie (IVI) unterstellt. Das IVI ist das Kompetenzzentrum des Bundes im Bereich der Tierseuchenbekämpfung. Es befasst sich insbesondere mit der Diagnostik, Überwachung und Kontrolle hoch ansteckender Tierseuchen zur Verhinderung gesundheitlicher und wirtschaftlicher Schäden sowie mit der Registrierung von Impfstoffen für Tiere.
5. Dem BLV ist die Bundeseinheit für die Lebensmittelkette (BLK) administrativ zugewiesen. Die BLK wird von den Direktoren des Bundesamtes für Landwirtschaft und des BLV gemeinsam geführt. Sie unterstützt diese Ämter bei der Aufsicht über den Vollzug der Pflanzengesundheits-, Futtermittel-, Tierseuchen-, Tierschutz- und Lebensmittelgesetzgebung sowie bei der Erarbeitung des nationalen Kontrollplans. Als Koordinationsstelle trägt sie zur Gewährleistung der Lebensmittelsicherheit auf allen Produktionsstufen entlang der Lebensmittelkette bei.

## Direktoren
- 1872–1882: Hans Rudolf Zangger
- 1882–1910: Denis Potterat
- 1910–1932: Moritz Bürgi
- 1932–1958: Gottlieb Flückiger
- 1958–1965: Ernst Fritschi
- 1965–1977: Andreas Nabholz
- 1977–1986: Hans Keller
- 1986–1993: Peter Gafner
- 1993–2003: Ulrich Kihm
- 2003–2025: Hans Wyss
- 2025–0000: Laurent Monnerat[13]

Quelle: Archiv für Agrargeschichte

## Personalbestand ab 2001
| Jahr | Vollzeitstellen |
| ---- | --------------- |
| 2001 | 89              |
| 2002 | 93              |
| 2003 | 96              |
| 2004 | 93              |
| 2005 | 92              |
| 2006 | 90              |
| 2007 | 110             |
| 2008 | 110             |
| 2009 | 109             |
| 2010 | 112             |
| 2011 | 117             |
| 2012 | 117             |
| 2013 | 123             |
| 2014 | 190             |
| 2015 | 194             |
| 2016 | 203             |
| 2017 | 208             |
| 2018 | 204             |
| 2019 | 208             |
| 2020 | 209             |
| 2021 | 215             |
| 2022 | 219             |
| 2023 | 211             |
| 2024 | 221             |